# Miss Turquie

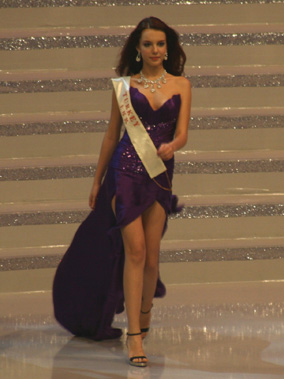
Selen Soyder, Miss Turquie 2007.

Miss Turquie est un concours de beauté national pour jeunes femmes célibataires en Turquie, qui personnifient la beauté et l'intelligence. Le premier concours s'est tenu le 2 septembre 1929, avec le soutien du gouvernement, et le prix a été attribué à Feriha Tevfik.
Ce concours a été organisé par le Journal Cumhuriyet jusqu'en 1980, date à laquelle l'Organisation Miss Turquie a repris le concours. Entre 1980 et 1990, les journaux Güneş, Sabah, Tercüman, Bulvar et quelques autres faisaient partie des sponsors. En 1990, les chaînes de télévision privées ont vu le jour en Turquie, les chaînes Show TV, Kanal D et Star TV ont pris la promotion du concours. Le titre "Miss Turquie" est une marque déposée.
La gagnante de ce concours participe à l'élection Miss Monde, et ses 3 dauphines représentent la Turquie aux concours internationaux Miss Univers, Miss Europe et Miss International.
Un jury composé d'anciennes Miss Turquie, par exemple en 2007 Azra Akın (Miss Turquie 2002 et Miss Monde 2002) et Arzum Onan (Miss Europe 1993) ; et de personnalités célèbres présélectionne 22 candidates, puis 10 avant de choisir Miss Europe et ses 3 dauphines.

## Lauréates
| Année                       | Portrait                 | Miss Turquie                     | Age    | Taille | Ville d'origine | Notes |
| --------------------------- | ------------------------ | -------------------------------- | ------ | ------ | --------------- | --- |
| 1929                        |                          | Feriha Tevfik (°1910-†1991)      | 19 ans | NC     | Istanbul        | Elle est la première Miss Turquie de l'histoire.                                                                       |
| 1930                        | Mübeccel Namik Behnesavi | Mübeccel Behnesavi (°1915-†1975) | 15 ans | 1,72 m | Istanbul        | |
| 1931                        |                          | Naşide Saffet Esen (°1912-†1988) | 19 ans | NC     | Istanbul        | |
| 1932                        | Keriman Halis            | Keriman Halis (°1913-†2012)      | 19 ans | 1,70 m | Istanbul        | Elle a été élue Miss Univers 1932 au concours The International Pageant of Pulchritude à Spa, en Belgique.             |
| 1933                        |                          | Nazire Hanım (-)                 | 21 ans | NC     | Istanbul        | |
| Pas de concours (1934-1949) |                          |                                  |        |        |                 | |
| 1950                        |                          | Güler Arıman                     | 19 ans | NC     | Ankara          | Elle s'est classée dans le top 5 à l'élection de Miss Europe 1950 à Rimini, en Italie.                                 |
| 1951                        |                          | Günseli Başar (°1932-†2013)      | 19 ans | NC     | Istanbul        | Elle est élue Miss Europe 1952 à Naples, en Italie.                                                                    |
| 1952                        |                          | Gelengül Tayfuroğlu (°1933-)     | NC     | NC     | Istanbul        | |
| 1953                        |                          | Ayten Akyol                      | 20 ans | NC     | NC              | |
| 1954                        |                          | Sibel Göksel (°1938-†1992)       | NC     | NC     | Istanbul        | |
| 1955                        |                          | Suna Soley (-)                   | 19 ans | NC     |                 | Elle a terminé 1re dauphine à l'élection de Miss Europe 1955 à Helsinki, en Finlande.                                  |
| 1956                        |                          | Can Uysaloğlu (-)                | 18 ans | NC     | Istanbul        | |
| 1957                        |                          | Güler Sirmen (-)                 | ans    | NC     |                 | |
| 1958                        |                          | Ezel Olcay (-)                   | ans    | NC     |                 | |
| 1959                        |                          | Figen Özgür (-)                  | ans    | NC     |                 | |
| 1960                        |                          | Nebahat Çehre (°1944-)           | 15 ans | NC     | Istanbul        | |
| 1961                        |                          | Gulseren Uysal (-)               | 18 ans | NC     | Istanbul        | |
| 1962                        |                          | Zeynep Ziyal (-)                 | ans    | NC     |                 | |
| 1963                        |                          | Gülseren Kocaman (-)             | ans    | NC     |                 | |
| 1964                        |                          | Ayten Örnek (-)                  | ans    | NC     |                 | |
| 1965                        |                          | Zerrin Arbaş (°1946-)            | ans    | NC     | Istanbul        | Elle est la fille du peintre turc, Avni Arbaş.                                                                         |
| 1966                        |                          | İnci Asena (°1948-)              | ans    | NC     | Istanbul        | |
| 1967                        |                          | Yelda Gürani (°1950-)            | ans    | NC     |                 | |
| 1968                        |                          | Zumal Aktan (-)                  | ans    | NC     |                 | |
| 1969                        |                          | Şermin Ayşin (-)                 | ans    | NC     |                 | |
| 1970                        |                          | Asuman Tuğberk (°1951-)          | ans    | NC     |                 | |
| 1971                        |                          | Filiz Vural (°1953-)             | ans    | NC     |                 | |
| 1972                        |                          | Feyzal Kibarer                   | NC     | 1,72 m | NC              | |
| 1973                        |                          | Hale Soygazi (°1950-)            |        | NC     |                 | |
| 1975                        |                          | Harika Değirmenci (°1953-)       | 22 ans | NC     |                 | |
| 1980                        |                          | Fahriye Funda Ayloğlu            |        | NC     |                 | |
| 1981                        |                          | Aydan Şener (°1963-)             | 18 ans | 1,68 m | Bursa           | |
| 1982                        | Azra Akın                | Ayşe Belgin Güven (°1962-)       | 19 ans | 1,72 m | Zurich          | |
| 1983                        |                          | Ebru Özmeriç                     | NC     | NC     | NC              | |
| 1985                        |                          | Filiz Hülya Küçükbayraktar       | NC     | NC     | NC              | |
| 1986                        |                          | Meltem Doğanay                   | NC     | NC     | Ankara          | |
| 1987                        |                          | Şebnem Dinçgör (°1970-)          | 17 ans | 1,77 m | Istanbul        | |
| 1988                        |                          | Meltem Hakarar                   | NC     | NC     | Istanbul        | |
| 1989                        |                          | Jasmin Baradan                   | NC     | NC     | NC              | |
| 1990                        |                          | Gülay Pınarbaşı (°1969-)         | 20 ans | NC     | Ankara          | |
| 1991                        |                          | Pınar Özdemir                    | 18 ans | 1,72 m | Istanbul        | |
| 1992                        |                          | Özlem Kaymaz (°1974-)            | 18 ans | 1,75 m | Istanbul        | Elle est la mère de Tara de Vries, Miss Turquie Univers 2018.                                                          |
| 1993                        |                          | Arzum Onan (°1973-)              | 20 ans | 1,78 m | Istanbul        | Elle a été élue Miss Europe 1993 à Istanbul, en Turquie.                                                               |
| 1994                        |                          | Pınar Altuğ (°1974-)             | 20 ans | 1,73 m | Istanbul        | |
| 1995                        |                          | Demet Şener Kutluay (°1977-)     | 18 ans | 1,77 m | Istanbul        | |
| 1996                        |                          | Pınar Tezcan (°1976-)            | 20 ans | 1,78 m | NC              | |
| 1997                        |                          | Çağla Şikel (°1979-)             | 18 ans | 1,80 m | Istanbul        | |
| 1998                        |                          | Buket Saygı (°1977-)             | 21 ans | 1,77 m | Balıkesir       | |
| 1999                        |                          | Ayşe Hatun Önal (°1978-)         | 22 ans | 1,81 m | Ankara          | |
| 2000                        |                          | Yüksel Ak (°1980-)               | 20 ans | 1,77 m | Istanbul        | Elle a terminé 2e dauphine à l'élection de Miss Monde 2000 à Londres, au Royaume-Uni.                                  |
| 2001                        |                          | Tuğçe Kazaz (°1982-)             | 19 ans | 1,83 m | Istanbul        | Elle a été gagnante du concours Elite Model Look Turkey en 1997.                                                       |
| 2002                        | Azra Akın                | Azra Akın (°1981-)               | 21 ans | 1,76 m | Almelo          | Elle a été élue Miss Monde 2002, devenant ainsi la première turque et la première Miss Turquie à être élue Miss Monde. |
| 2003                        |                          | Tuğba Karaca (°1979-)            | 21 ans | 1,83 m | Istanbul        | |
| 2004                        |                          | Güzel Nur Gümüşdoğrayan (°1985-) | 18 ans | 1,80 m | Ankara          | |
| 2005                        |                          | Hande Subaşı (°1984-)            | 21 ans | 1,79 m | Ankara          | |
| 2006                        |                          | Merve Büyüksaraç (°1988-)        | 18 ans | 1,77 m | Ankara          | |
| 2007                        |                          | Selen Soyder (°1986-)            | 20 ans | 1,78 m | Izmir           | |
| 2008                        |                          | Leyla Lydia Tuğutlu (°1989-)     | 18 ans | 1,80 m | Istanbul        | |
| 2009                        |                          | Ebru Şam (°1990-)                | 18 ans | 1,78 m | Söllingen       | |
| 2010                        |                          | Gizem Memiç (°1990-)             | 19 ans | 1,78 m | Ankara          | |
| 2011                        |                          | Melissa Aslı Pamuk (°1991-)      | 20 ans | 1,76 m | Istanbul        | |
| 2012                        |                          | Açalya Samyeli Danoğlu (°1991-)  | 20 ans | 1,85 m | Istanbul        | |
| 2013                        |                          | Rüveyda Öksüz (°1994-)           | 19 ans | 1,80 m | Istanbul        | |
| 2014                        |                          | Amine Gülşe (°1993-)             | 21 ans | 1,78 m | Istanbul        | |
| 2015                        |                          | Ecem Çırpan (°1996-)             | 18 ans | 1,85 m | Bursa           | |
| 2016                        |                          | Buse Iskenderoğlu (°1997-)       | 19 ans | 1,81 m | Istanbul        | |
| 2017                        |                          | Itır Esen (détrônée)             | 18 ans | 1,80 m | Istanbul        | |
| 2017                        |                          | Aslı Sümen (°1994-)              | 23 ans | 1,73 m | Mersin          | |
| 2018                        |                          | Şevval Şahin (°1999-)            | 19 ans | 1,82 m | Istanbul        | |
| 2019                        |                          | Simay Rasimoğlu (°1997-)         | 22 ans | 1,88 m | Bursa           | |
| 2021                        |                          | Dilara Korkmaz (°1998-)          | 23 ans | 1,77 m | Ankara          | |
| 2022                        |                          | Nursena Say (°1998-)             | 24 ans | 1,80 m | Istanbul        | |

## Représentations turques aux concours internationaux
| Année | Miss Univers               | Miss Monde                                                                                        | Miss International                                                                             | Miss Terre                                              |
| ----- | -------------------------- | ------------------------------------------------------------------------------------------------- | ---------------------------------------------------------------------------------------------- | ------------------------------------------------------- |
| 1952  | Gelengül Tayfuroğlu        | ↑ Pas de participation de la Turquie depuis la création du concours (crée en 1951 au Royaume-Uni) | ↑ Pas de concours (crée en 1960 en Californie, États-Unis et transféré en 1968 à Tokyo, Japon) | ↑ Pas de concours (crée en 2001 à Manille, Philippines) |
| 1953  | Ayten Akyol Top 16         | ↑ Pas de participation de la Turquie depuis la création du concours (crée en 1951 au Royaume-Uni) | ↑ Pas de concours (crée en 1960 en Californie, États-Unis et transféré en 1968 à Tokyo, Japon) | ↑ Pas de concours (crée en 2001 à Manille, Philippines) |
| 1954  | Sibel Göksel (°1938-†1992) | Suna Özekin                                                                                       | ↑ Pas de concours (crée en 1960 en Californie, États-Unis et transféré en 1968 à Tokyo, Japon) | ↑ Pas de concours (crée en 2001 à Manille, Philippines) |
| 1955  | Suna Soley                 | X                                                                                                 | ↑ Pas de concours (crée en 1960 en Californie, États-Unis et transféré en 1968 à Tokyo, Japon) | ↑ Pas de concours (crée en 2001 à Manille, Philippines) |
| 1956  | Can Uysaloğlu              | X                                                                                                 | ↑ Pas de concours (crée en 1960 en Californie, États-Unis et transféré en 1968 à Tokyo, Japon) | ↑ Pas de concours (crée en 2001 à Manille, Philippines) |
| 1957  | Güler Sirmen               | X                                                                                                 | ↑ Pas de concours (crée en 1960 en Californie, États-Unis et transféré en 1968 à Tokyo, Japon) | ↑ Pas de concours (crée en 2001 à Manille, Philippines) |
| 1958  | Ezel Olcay                 | Sunay Uslu                                                                                        | ↑ Pas de concours (crée en 1960 en Californie, États-Unis et transféré en 1968 à Tokyo, Japon) | ↑ Pas de concours (crée en 2001 à Manille, Philippines) |
| 1959  | Figen Ozgurun              | X                                                                                                 | ↑ Pas de concours (crée en 1960 en Californie, États-Unis et transféré en 1968 à Tokyo, Japon) | ↑ Pas de concours (crée en 2001 à Manille, Philippines) |
| 1960  | Nebahat Çehre              | Nebahat Çehre                                                                                     | Güler Kıvrak                                                                                   | ↑ Pas de concours (crée en 2001 à Manille, Philippines) |
| 1961  | Gülseren Uysal             | Güler Samuray Top 15                                                                              | Aydan Demirel                                                                                  | ↑ Pas de concours (crée en 2001 à Manille, Philippines) |
| 1962  | Behad Gülay Sezer          | X                                                                                                 | Güler Samuray                                                                                  | ↑ Pas de concours (crée en 2001 à Manille, Philippines) |
| 1963  | Güler Samuray              | Gülseren Esen Kocaman                                                                             | Gülseren Esen Kocaman                                                                          | ↑ Pas de concours (crée en 2001 à Manille, Philippines) |
| 1964  | İnci Duran                 | Nurlan Coşkun                                                                                     | Ayten Örnek                                                                                    | ↑ Pas de concours (crée en 2001 à Manille, Philippines) |
| 1965  | X                          | X                                                                                                 | Zerrin Arbaş                                                                                   | ↑ Pas de concours (crée en 2001 à Manille, Philippines) |
| 1966  | Nilgün Arslaner            | İnci Asena                                                                                        | X                                                                                              | ↑ Pas de concours (crée en 2001 à Manille, Philippines) |
| 1967  | Yelda Gürani               | Neşe Yazıcıgil                                                                                    | X                                                                                              | ↑ Pas de concours (crée en 2001 à Manille, Philippines) |
| 1968  | Zumal Aktan                | Mine Kürkçüoğlu                                                                                   | Gül Üstün                                                                                      | ↑ Pas de concours (crée en 2001 à Manille, Philippines) |
| 1969  | Azra Balkan                | Şermin Ayşin                                                                                      | X                                                                                              | ↑ Pas de concours (crée en 2001 à Manille, Philippines) |
| 1970  | Asuman Tuğberk             | Afet Tuğbay                                                                                       | Meral Ekmekçioğlu                                                                              | ↑ Pas de concours (crée en 2001 à Manille, Philippines) |
| 1971  | Filiz Vural                | Nil Menemencioğlu                                                                                 | X                                                                                              | ↑ Pas de concours (crée en 2001 à Manille, Philippines) |
| 1972  | Neslihan Sunay             | Feyzal Kibarer                                                                                    | Hülya Ercan                                                                                    | ↑ Pas de concours (crée en 2001 à Manille, Philippines) |
| 1973  | Yıldız Arhan               | Beyhan Kıral                                                                                      | Nesrin Kekevi                                                                                  | ↑ Pas de concours (crée en 2001 à Manille, Philippines) |
| 1974  | Simiten Gakirgoz           | x                                                                                                 | Sevsin Cantürk                                                                                 | ↑ Pas de concours (crée en 2001 à Manille, Philippines) |
| 1975  | Sezin Topçuoğlu            | Harika Değirmenci                                                                                 | Nur Fedakar                                                                                    | ↑ Pas de concours (crée en 2001 à Manille, Philippines) |
| 1976  | Manolya Onur (°1955-†2017) | Jale Bayhan (°1956-†2018) Top 7                                                                   | X                                                                                              | ↑ Pas de concours (crée en 2001 à Manille, Philippines) |
| 1977  | x                          | Kamer Bulutöte                                                                                    | Mine Koldaş                                                                                    | ↑ Pas de concours (crée en 2001 à Manille, Philippines) |
| 1978  | Billur Lütfiye Bingöl      | Sevil Özgültekin                                                                                  | Zulal Zeynen Mazmanoğlu                                                                        | ↑ Pas de concours (crée en 2001 à Manille, Philippines) |
| 1979  | Füsan Tahire Dermitaş      | Şebnem Ünal                                                                                       | Serra Sengül                                                                                   | ↑ Pas de concours (crée en 2001 à Manille, Philippines) |
| 1980  | Heyecan Gökoğlu            | Fahriye Funda Ayloglu                                                                             | Nükhet Vural                                                                                   | ↑ Pas de concours (crée en 2001 à Manille, Philippines) |
| 1981  | Şenay Ünlü                 | Aydan Şener                                                                                       | Sevim Çiftçi                                                                                   | ↑ Pas de concours (crée en 2001 à Manille, Philippines) |
| 1982  | Canan Emine Kakmacı        | Belgin Güven                                                                                      | Mine Ersoy                                                                                     | ↑ Pas de concours (crée en 2001 à Manille, Philippines) |
| 1983  | Dilara Haraççı             | Ebru Özmeriç Yaşinel                                                                              | Güzin Yıldız                                                                                   | ↑ Pas de concours (crée en 2001 à Manille, Philippines) |
| 1984  | Gülçin Ülker               | x                                                                                                 | Gamze Tuhadaroğlu                                                                              | ↑ Pas de concours (crée en 2001 à Manille, Philippines) |
| 1986  | Meltem Doğanay             | Meltem Doğanay                                                                                    | X                                                                                              | ↑ Pas de concours (crée en 2001 à Manille, Philippines) |
| 1987  | Leyla Şeşbeş               | Şebnem Dinçgör                                                                                    | Mine Baysan                                                                                    | ↑ Pas de concours (crée en 2001 à Manille, Philippines) |
| 1988  | Meltem Hakarar             | Esra Sumer                                                                                        | Didem Fatma Aksel                                                                              | ↑ Pas de concours (crée en 2001 à Manille, Philippines) |
| 1989  | Jasmin Baradan             | Burcu Burkut (°1970-†1996)                                                                        | Esra Acar                                                                                      | ↑ Pas de concours (crée en 2001 à Manille, Philippines) |
| 1990  | Jülide Ateş Top 10         | Jülide Ateş Top 10                                                                                | Aylin Fatma Aydın                                                                              | ↑ Pas de concours (crée en 2001 à Manille, Philippines) |
| 1991  | Pınar Özdemir              | Aslıhan Koruyan Top 10                                                                            | Defne Samyeli                                                                                  | ↑ Pas de concours (crée en 2001 à Manille, Philippines) |
| 1992  | Elif Ilgaz                 | Özlem Kaymaz                                                                                      | Banu Nur Dipçin                                                                                | ↑ Pas de concours (crée en 2001 à Manille, Philippines) |
| 1993  | İpek Gümüşoğlu             | Emel Yıldırım                                                                                     | Hande Kazanova                                                                                 | ↑ Pas de concours (crée en 2001 à Manille, Philippines) |
| 1994  | Banu Usluer                | Pınar Altuğ                                                                                       | Ayşin Albayrak                                                                                 | ↑ Pas de concours (crée en 2001 à Manille, Philippines) |
| 1995  | Gamze Saygı                | Demet Şener                                                                                       | Ahu Pasakay                                                                                    | ↑ Pas de concours (crée en 2001 à Manille, Philippines) |
| 1996  | Serpil Sevilay Öztürk      | Serpil Sevilay Öztürk                                                                             | Gökçe Yanardağ                                                                                 | ↑ Pas de concours (crée en 2001 à Manille, Philippines) |
| 1997  | Yeşim Çetin                | Çağla Şıkel Top 5                                                                                 | Kamile Burcu Esmersoy                                                                          | ↑ Pas de concours (crée en 2001 à Manille, Philippines) |
| 1998  | Asuman Krause              | Buket Saygı                                                                                       | Senay Akay                                                                                     | ↑ Pas de concours (crée en 2001 à Manille, Philippines) |
| 1999  | Öznur Dursun               | Ayşe Hatun Önal                                                                                   | Merve Alman                                                                                    | ↑ Pas de concours (crée en 2001 à Manille, Philippines) |
| 2000  | Cansu Dere                 | Yüksel Ak 2e dauphine                                                                             | Hülya Karanlık                                                                                 | ↑ Pas de concours (crée en 2001 à Manille, Philippines) |
| 2001  | Sedef Avcı                 | Tuğçe Kazaz                                                                                       | Ece Incedursun                                                                                 | Gozde Bahadir                                           |
| 2002  | Çağla Kubat                | Azra Akın Miss Monde 2002                                                                         | Nihan Akkuş                                                                                    | X                                                       |
| 2003  | Özge Ulusoy                | Tuğba Karaca                                                                                      | Gizem Kalyoncu                                                                                 | X                                                       |
| 2004  | Fatoş Seğmen               | Nur Gümüşdoğrayan                                                                                 | Gülşah Şahin                                                                                   | X                                                       |
| 2005  | Dilek Aksoy                | Hande Subaşı                                                                                      | Şebnem Asade                                                                                   | X                                                       |
| 2006  | Ceyla Kirazlı              | Merve Büyüksaraç                                                                                  | Asena Tuğal                                                                                    | X                                                       |
| 2007  | Sinem Sülün                | Selen Soyder                                                                                      | Aslı Temel                                                                                     | X                                                       |
| 2008  | Begüm Kızıltuğ             | Leyla Lydia Tuğutlu                                                                               | Gülsün Uslu                                                                                    | Demet Karadeniz                                         |
| 2009  | Senem Kuyucuoğlu           | Ebru Şam                                                                                          | Begüm Yılmaz                                                                                   | Gözde Zay                                               |
| 2010  | Gizem Memiç                | Gizem Memiç                                                                                       | Dilay Korkmaz                                                                                  | Döndü Şahin                                             |
| 2011  | Melissa Aslı Pamuk         | Gizem Karaca                                                                                      | Elif Korkmaz                                                                                   | Merve Saribas                                           |
| 2012  | Çağıl Özge Özkul Top 16    | Açalya Samyeli Danoğlu                                                                            | Meltem Tuzuner                                                                                 | İlknur Melis Durası                                     |
| 2013  | Berrin Keklikler           | Rüveyda Öksüz                                                                                     | Ahu Ağırbaş                                                                                    | Ezgi Avci Top 16                                        |
| 2014  | Dilan Çiçek Deniz          | Amine Gülşe                                                                                       | Gizem Koçak                                                                                    | Aybüke Pusat                                            |
| 2015  | Aslı Melisa Uzun           | Ecem Çırpan                                                                                       | Berfu Yıldız                                                                                   | Şevval Ayvaz                                            |
| 2016  | Tansu Sıla Çakır           | Buse Iskenderoğlu                                                                                 | Çagla Çukurova                                                                                 | X                                                       |
| 2017  | Pınar Tartan               | Aslı Sümen                                                                                        | X                                                                                              | X                                                       |
| 2018  | Tara Madelein de Vries     | Şevval Şahin                                                                                      | X                                                                                              | X                                                       |
| 2019  | Bilgi Aydoğmuş             | Simay Rasimoğlu                                                                                   | X                                                                                              | X                                                       |
| 2021  | Cemrenaz Turhan            | Dilara Korkmaz                                                                                    | X                                                                                              | X                                                       |
| 2022  | Aleyna Şirin               | Nursena Say                                                                                       | X                                                                                              | X                                                       |

## Gagnantes de concours internationaux

### Miss Monde
- 2002 Azra Akın
- 1932 Keriman Ece Halis

### Miss Europe
- 1952 Günseli Başar
- 1971 Filiz Vural
- 1982 Nazlı Deniz Kuruoğlu
- 1984 Neşe Erberk
- 1993 Arzum Onan